# Tas Baitieri
Tas Baitieri, né le 14 juillet 1957 en Australie, est un ancien joueur et entraîneur de rugby à XIII qui joua d'abord dans le championnat australien pour ensuite rejoindre Albi et ensuite l'équipe de Paris-Châtillon.
Il consacra une partie de sa retraite sportive au management et au coaching de différents clubs de rugby à XIII et de l'équipe de France
Il est, dans les années 2010, très impliqué dans différentes opérations de développement du  rugby à XIII dans le monde et on lui reconnait des talents de « communicant hors normes ».
Il est le père de Jason Baitieri, joueur des Dragons catalans.

## Biographie

### Carrière de joueur
Baitieri a évolué au poste d'avant de 1977 à 1985, avec les Penrith Panthers et les Canterbury-Bankstown Bulldogs en Australie, passant ses hivers en France pour jouer avec le Paris Châtillon XIII.

### Entraineur et administrateur
Après sa retraite sportive, Baitieri à continuer à évoluer dans le milieu du rugby.
Profitant de son expérience de joueur en France, il a servi de traducteur et d'intermédiaire entre le Rugby League International Board et la Fédération française de rugby à XIII, dirigée à l'époque par Jacques Soppelsa, avant d'assumer entre 1985 et 1987 la charge d'entraineur de l'équipe de France de rugby.
Démis de son poste pour raisons financière, il rentre en Australie en 1991 et prend la charge de l'équipe universitaire du Cumberland College, qu'il conduit en deux ans en finale du championnat universitaire de Nouvelle-Galles du Sud.

Il occupe ensuite des rôles portant sur le développement du sport dans les instances du rugby.
Il participe en 1996 à la tentative d'implantation de la Super League anglaise en France en devenant directeur général du Paris Saint-Germain. 

En 1998, Baitieri arbitra un match entre le Japon et le Liban, premier match international de l'histoire de ces deux nations.

En 2011, Tas Baitieri est chargé de développement auprès de la fédération internationale de rugby à XIII, son rôle est notamment de « désigner à tour de rôle ceux qui s'en vont enseigner l'arbitrage ou les techniques de jeu dans le monde ».

En 2020, il exerce des fonctions analogues, mais cette fois-ci pour la NRL.
En 2022, Baitieri a été l'entraineur de l'équipe nationale italienne lors de la Coupe du monde de rugby 2021.